# Gianni Rizzo
Gianni Rizzo, all'anagrafe Giovanni Rizzo (Brindisi, 5 aprile 1924 – Roma, 4 febbraio 1992), è stato un attore italiano.
La sua filmografia conta una settantina di titoli; è stato interprete anche in serie televisive e lavori di prosa per la Rai.

## Biografia
Spesso impiegato in ruoli da caratterista in film storici (fra cui peplum), della commedia all'italiana, film del filone poliziottesco, ecc., è stato attivo dal 1944, quando debuttò in Macario contro Zagomar, diretto da Giorgio Ferroni, fino al 1986, con l'ultima interpretazione nel ruolo dell'inviato papale ne Il nome della rosa, di Jean-Jacques Annaud.
Diplomatosi all'istituto magistrale della sua città natale, si trasferì poi a Roma per intraprendere la carriera di attore teatrale. Il debutto sul grande schermo come attore cinematografico avvenne negli anni quaranta, dapprima con piccole parti, poi con ruoli da caratterista di maggiore impegno.
È stato spesso interprete di personaggi cinici se non malvagi (nel film La città dolente, di Mario Bonnard, interpretava il ruolo di una spia vendicativa e priva di scrupoli). Queste caratteristiche gli sono rimaste impresse per quasi tutta la carriera e soltanto nella parte finale della carriera l'attore è riuscito a liberarsi dallo scomodo cliché, con la recitazione in film del cosiddetto cinema d'autore (per citare alcuni registi con cui ha lavorato, Roberto Rossellini, Alberto Bevilacqua, Pier Paolo Pasolini, Pietro Germi).

## Filmografia

### Cinema
- Macario contro Zagomar, regia di Giorgio Ferroni (1944)
- La città dolente, regia di Mario Bonnard (1948)
- Al diavolo la celebrità, regia di Mario Monicelli e Steno (1949)
- Totò le Mokò, regia di Carlo Ludovico Bragaglia (1949)
- Il bivio, regia di Fernando Cerchio (1951)
- Tre passi a nord (Three Steps North), regia di W. Lee Wilder (1951)
- La ragazza di Trieste (Les loups chassent la nuit), regia di Bernard Borderie (1952)
- Una madre ritorna, regia di Roberto Bianchi Montero (1952)
- Una croce senza nome, regia di Tullio Covaz (1952)
- Serenata amara, regia di Pino Mercanti (1952)
- Il moschettiere fantasma, regia di Max Calandri e William French (1952)
- Ho scelto l'amore, regia di Mario Zampi (1952)
- Puccini, regia di Carmine Gallone (1953)
- Carmen proibita, regia di Giuseppe Maria Scotese (1953)
- Tripoli, bel suol d'amore, regia di Ferruccio Cerio (1954)
- Ripudiata, regia di Giorgio Walter Chili (1954)
- Il corsaro della mezza luna, regia di Giuseppe Maria Scotese (1957)
- Orizzonte infuocato, regia di Roberto Bianchi Montero (1957)
- Avventura a Capri, regia di Giuseppe Lipartiti (1958)
- Giuditta e Oloferne, regia di Fernando Cerchio (1959)
- Storie d'amore proibite (il cavaliere e la zarina) (Le secret du Chevalier d'Éon), regia di Jacqueline Audry (1959) - non accreditato
- La scimitarra del Saraceno, regia di Piero Pierotti (1959)
- La notte del grande assalto, regia di Giuseppe Maria Scotese (1959)
- Agosto, donne mie non vi conosco, regia di Guido Malatesta (1959)
- Cavalcata selvaggia, regia di Piero Pierotti (1960)
- Gli scontenti, regia di Giuseppe Lipartiti (1961)
- Una spada nell'ombra, regia di Luigi Capuano (1961)
- La vendetta di Ursus, regia di Luigi Capuano (1961)
- Zorro alla corte di Spagna, regia di Luigi Capuano (1962)
- I due della legione, regia di Lucio Fulci (1962)
- Lo smemorato di Collegno, regia di Sergio Corbucci (1962)
- Io, Semiramide, regia di Primo Zeglio (1962)
- Zorro e i tre moschettieri, regia di Luigi Capuano (1963)
- I dieci gladiatori, regia di Gianfranco Parolini (1963)
- La sfida viene da Bangkok (Die Diamantenhölle am Mekong), regia di Gianfranco Parolini (1964)
- Il trionfo dei dieci gladiatori, regia di Nick Nostro (1964)
- Gli invincibili tre, regia di Gianfranco Parolini (1964)
- Gli invincibili dieci gladiatori, regia di Nick Nostro (1964)
- Le bambole, regia di Dino Risi, Luigi Comencini, Franco Rossi e Mauro Bolognini (1964)
- Agente Z 55 missione disperata, regia di Roberto Bianchi Montero (1965)
- I soldi, regia di Gianni Puccini e Giorgio Cavedon (1965)
- Io, io, io... e gli altri, regia di Alessandro Blasetti (1966)
- Jerry Land - Cacciatore di spie (Anónima de asesinos), regia di Juan de Orduña (1966)
- Vacanze sulla neve, regia di Filippo Walter Ratti (1966)
- Requiem per un agente segreto, regia di Sergio Sollima (1966)
- Trappola per 4 (Lotosblüten für Miss Quon), regia di Jürgen Roland (1967)
- ...4..3..2..1...morte, regia di Primo Zeglio (1967)
- Attentato ai tre grandi, regia di Umberto Lenzi (1967)
- Faccia a faccia, regia di Sergio Sollima (1967)
- Corri uomo corri, regia di Sergio Sollima (1968)
- Se incontri Sartana prega per la tua morte, regia di Gianfranco Parolini (1968)
- Ehi amico... c'è Sabata. Hai chiuso!, regia di Gianfranco Parolini (1969)
- La Califfa, regia di Alberto Bevilacqua (1970)
- Indio Black, sai che ti dico: sei un gran figlio di..., regia di Gianfranco Parolini (1970)
- È tornato Sabata... hai chiuso un'altra volta!, regia di Gianfranco Parolini (1971)
- Il Decameron, regia di Pier Paolo Pasolini (1971)
- Per grazia ricevuta, regia di Nino Manfredi (1971)
- Alfredo, Alfredo, regia di Pietro Germi (1972)
- Storie scellerate, regia di Sergio Citti (1973)
- Anno uno, regia di Roberto Rossellini (1974)
- Questa volta ti faccio ricco!, regia di Gianfranco Parolini (1974)
- Antonio e Placido - Attenti ragazzi, chi rompe... paga!, regia di Giorgio Ferroni (1975)
- Casotto, regia di Sergio Citti (1977)
- A chi tocca, tocca...!, regia di Gianfranco Baldanello e Menahem Golan (1978)
- The Lonely Lady, regia di Peter Sasdy (1983)
- Tutti dentro, regia di Alberto Sordi (1984)
- Il nome della rosa (The Name of the Rose), regia di Jean-Jacques Annaud (1986)

### Televisione
- Il lutto si addice ad Elettra (1972) - Film TV
- La folie Almayer (1973, TV)
- L'allodola di Jean Anouilh, regia di Vittorio Cottafavi, trasmessa dal Secondo canale il 16 marzo 1973.
- Il commissario De Vincenzi (1974, serie televisiva, episodio Il candelabro a sette fiamme)
- Dov'è Anna? (1976, serie televisiva)
- Venti di guerra (1983, miniserie televisiva, episodio The Storm Breaks)